# 聚樂園站
聚樂園站（日语：／ Shūrakuen eki */?）是一個位於日本愛知縣東海市荒尾町Rino割，屬於名古屋鐵道常滑線的鐵路車站。車站編號為TA07。

## 車站構造
上行線、神宮前方向為島式月台（一線通過型），下行線、太田川方向為對向式月台（有通過線）。另設有留置線。站舍於2004年改建。
| 月台 | 路線   | 方向 | 目的地                       | 備註   |
| ---- | ------ | ---- | ---------------------------- | ------ |
| 1    | 常滑線 | 下行 | 中部國際機場、河和、內海方向 |        |
| 3    | 常滑線 | 上行 | 金山、名鐵名古屋方向         | 本線   |
| 4    | 常滑線 | 上行 | 金山、名鐵名古屋方向         | 待避線 |

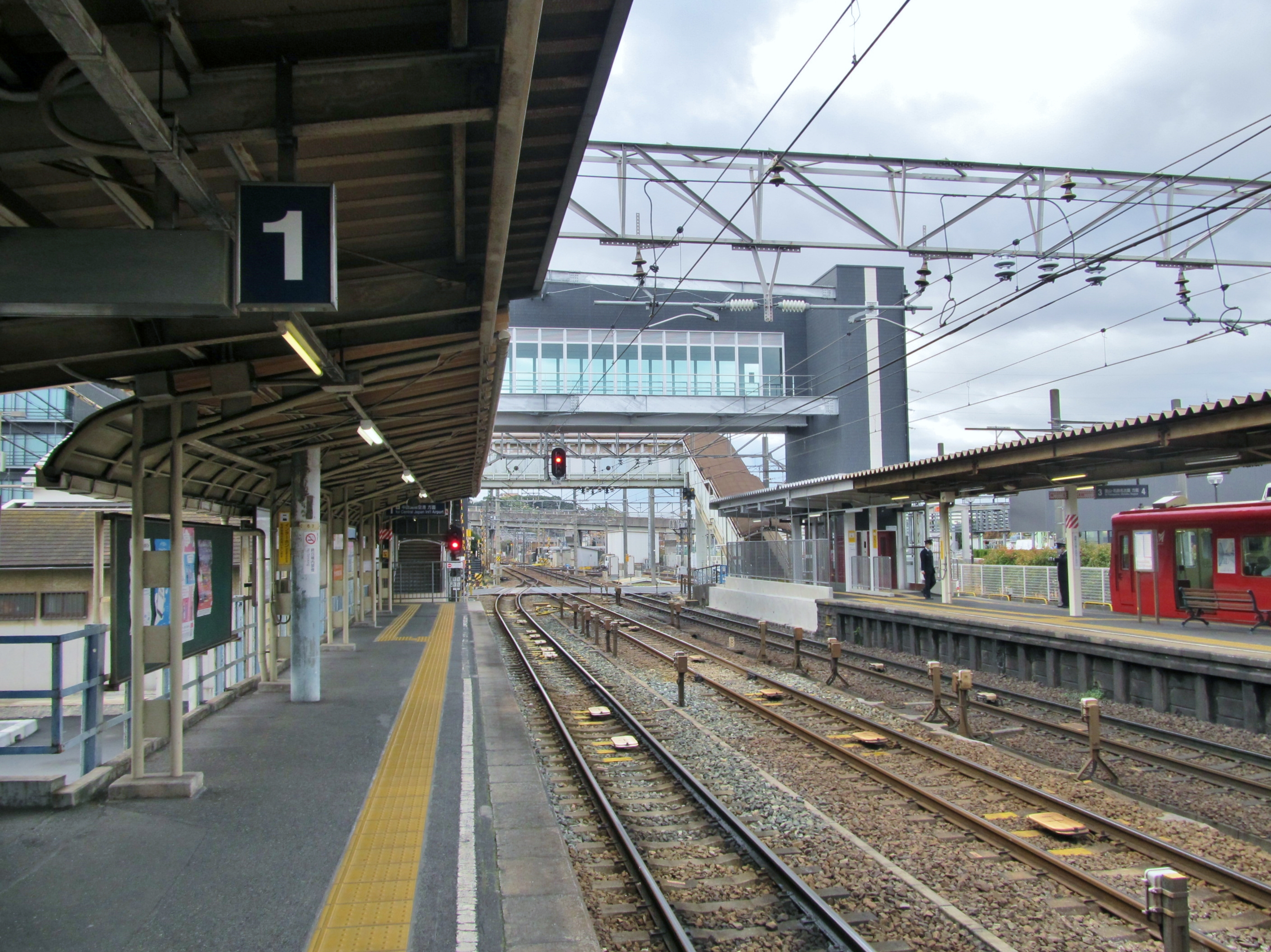
月台（2023年1月）
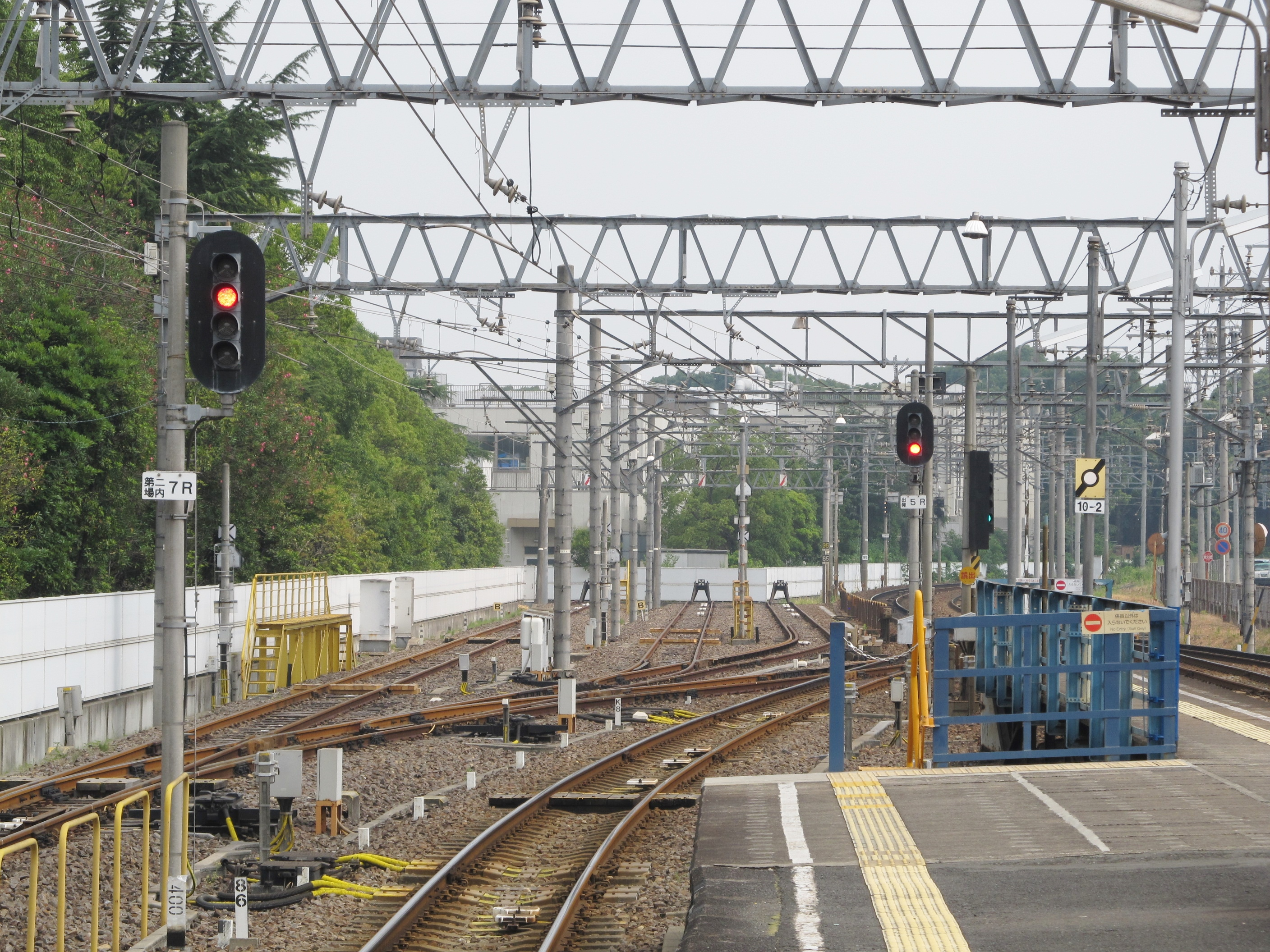
留置線
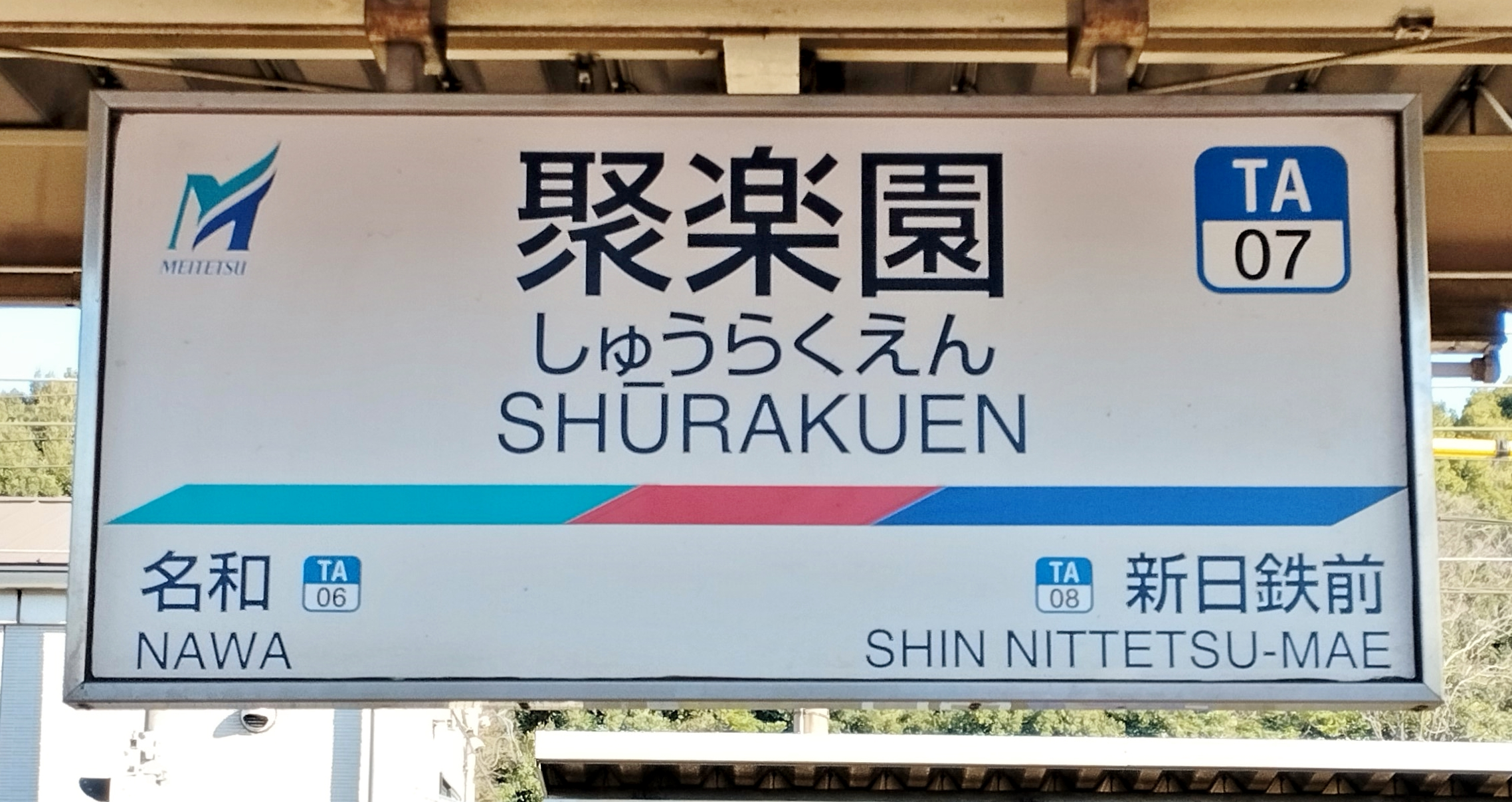
站名牌（2023年1月）

### 配線圖
| ← 神宮前、 名古屋方向 | 聚樂園站 構內配線略圖 | → 中部國際機場、 河和方向 |
| 图例 参考文献：       |                       |                           |

## 使用情況
| 年度               | 1日平均 上下車人次 |
| ------------------ | ------------------ |
| 2007年（平成19年） | 4,610              |
| 2008年（平成20年） | 4,703              |
| 2009年（平成21年） | 4,735              |
| 2010年（平成22年） | 4,747              |
| 2011年（平成23年） | 4,968              |
| 2012年（平成24年） | 5,215              |
| 2013年（平成25年） | 5,541              |
| 2014年（平成26年） | 5,647              |
| 2015年（平成27年） | 5,951              |
| 2016年（平成28年） | 6,142              |
| 2017年（平成29年） | 6,314              |
| 2018年（平成30年） | 6,631              |

## 相鄰車站
名古屋鐵道
 常滑線
□μ-SKY、■特急、□快速急行、■急行
通過
□快速急行（特別停車）
神宮前（NH33）－聚樂園（TA07）－太田川（TA09）
■急行（特別停車）
大江（TA03）－聚樂園（TA07）－太田川（TA09）
■準急
大同町（TA04）－（一部分停靠柴田（TA05））－聚樂園（TA07）－太田川（TA09）
■普通
名和（TA06）－聚樂園（TA07）－新日鐵前（TA08）

## 外部連結
- 聚樂園 - 名古屋鐵道